# Portrait de Verlaine

Portrait de Verlaine ou Paul Verlaine est un portrait du poète Paul Verlaine peint en 1890 par Eugène Carrière.

## Histoire

### Rencontres opportunes
Ce portrait est une commande de Paul Verlaine à Eugène Carrière, à l'automne 1890. Paul Verlaine, hospitalisé à l'hôpital Broussais, demande au peintre ce portrait pour illustrer un recueil de ses poèmes qu'il veut publier. Il est prévu de publier ce recueil, le Choix de Poésies, chez Fasquelle, dans la Bibliothèque Charpentier, avec en frontispice une reproduction en héliogravure du portrait peint par Eugène Carrière,.
C'est le poète et critique symboliste Charles Morice, ami de Carrière et de Verlaine, à qui il a déjà consacré un livre en 1888, qui met en relation le poète et le peintre, ainsi que l'écrivain et critique d'art Jean Dolent, qui achètera le tableau. Pour Verlaine, ce portrait peint par un artiste à la mode est un moyen d'élargir son audience. Pour Carrière, c'est une opportunité d'ajouter une toile à une œuvre qui comprend déjà des portraits de membres de l'avant-garde artistique. Pour Jean Dolent, il s'agit de compléter sa collection de tableaux. 
Charles Morice les réunit en application des théories esthétiques qu'il défend, formulées dans un livre qu'il a publié en 1889, La littérature de tout à l'heure : « n'est œuvre d'art que celle qui précisément commence où elle semblerait finir, celle dont le symbolisme est comme une porte vibrante dont les gonds harmonieux font tressaillir l'âme dans son humanité béante au Mystère ».

### Réalisation
Pour peindre ce tableau, Eugène Carrière se rend d'abord à l'hôpital Broussais, puis, le 17 novembre 1890, Verlaine vient poser dans l'atelier de Carrière, Charles Morice ayant obtenu des médecins une autorisation de sortie pour Verlaine,. Charles Morice décrit ainsi cette séance : 

« Pas un instant Verlaine ne posa. Durant toute cette unique séance de quelques heures il ne cessa d'arpenter l'atelier, en parlant haut, avec cette effervescente verve […]. Pas un instant Carrière ne cessa de travailler. Verlaine partit, je crois bien, sans l'avoir aperçu. On ne voyait guère de possible communication entre ces deux esprits ; Verlaine s'intéressait peu aux arts plastiques […]. Mais Carrière le connaissait profondément : il l'avait lu, médité, deviné ; il savait quels dons avait reçus le divin poète, quelle immense intelligence et quelle infinie sensibilité se dérobaient sous son rire enfantin […]. Le peintre vit la vérité du poète et sut la dire. »

On connaît trois études préparatoires à ce portrait. Verlaine le vend presque tout de suite après sa réalisation, comme le montre un reçu daté du 28 novembre 1890 que Verlaine envoie Jean Dolent pour accuser réception des 500 francs que celui-ci a payé pour acquérir le tableau,.

### Publicité et rivalités

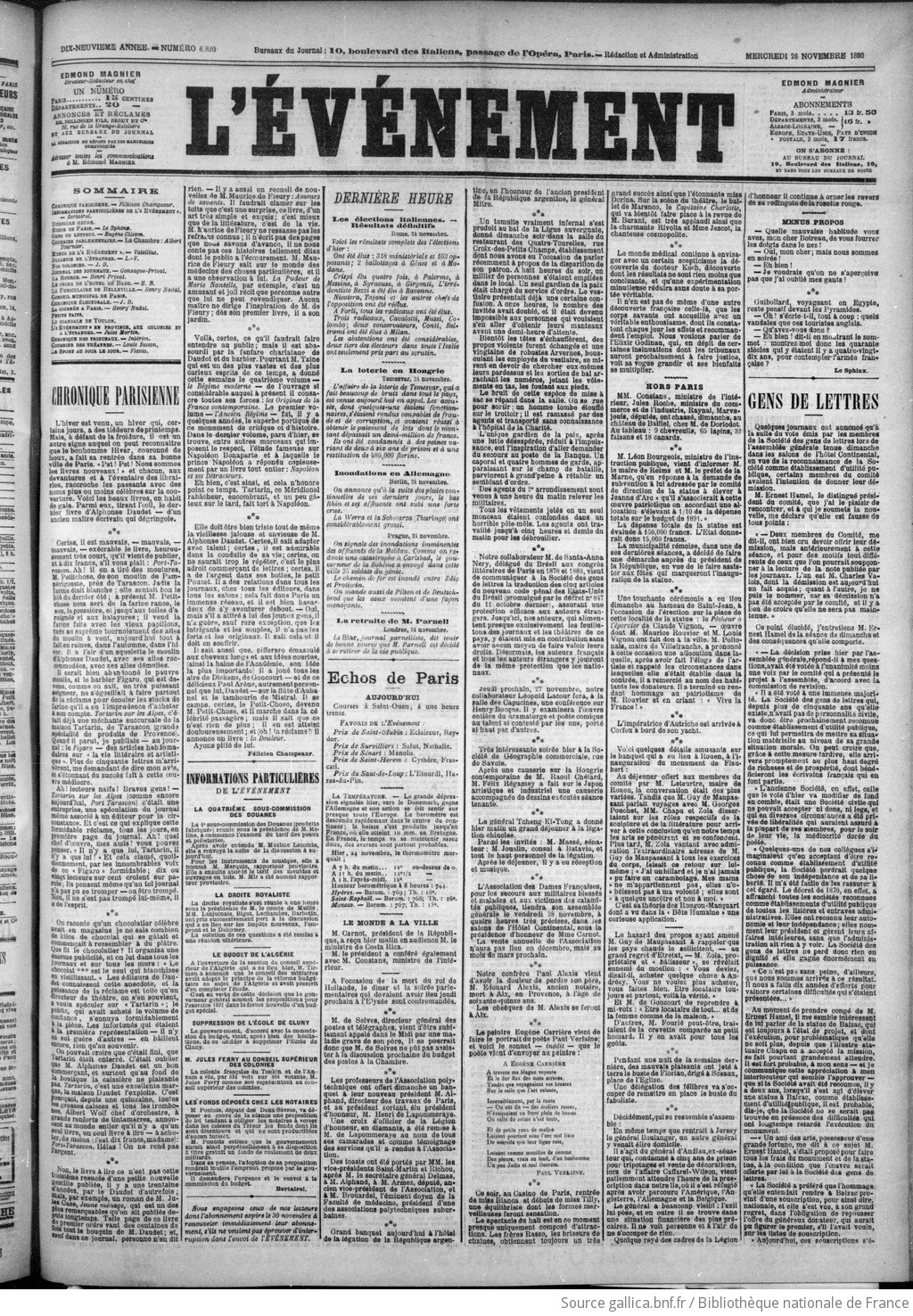
Une de L'Evénement du mercredi 26 novembre 1890. Le sonnet de Paul Verlaine est en bas de la quatrième colonne.

Deux jours après la séance de pose, Paul Verlaine écrit un sonnet consacré à ce portrait et le fait paraître en une du journal L'Événement le 26 novembre 1890,. Le 14 décembre suivant, Jean Dolent fait savoir dans le Journal des artistes qu'il expose le portrait : « Le peintre Eugène Carrière a fait un portrait du peintre  [sic] Paul Verlaine. On peut voir ce portrait de Verlaine chez Dolent, 43 rue Piat (le dimanche) ». Toutefois, le tableau est exposé de la fin décembre au mois de février dans la galerie du marchand d'art Paul Durand-Ruel. Dans le journal Mercure de France, Charles Morice publie en février 1891 un poème intitulé « Paul Verlaine » et dédicacé à Eugène Carrière,.
Pour Charles Morice, ce tableau fait partie d'une stratégie pour se poser en meneur du mouvement symboliste face au poète Jean Moréas. Un banquet est donné en l'honneur de ce dernier le 2 février 1891. Morice souhaite s'y rendre avec Carrière, Verlaine et Dolent et se montrer ainsi au centre de ce jeu de relations. Ce projet échoue parce que Verlaine n'est pas invité à ce dîner dont Stéphane Mallarmé est seul président d'honneur tandis que Jean Dolent ne s'y rend pas,.
La rivalité entre Charles Morice et Jean Moréas se manifeste aussi par la réalisation par le peintre Edmond Aman-Jean d'un autre portrait de Verlaine, probablement commencé dès janvier-février 1891, portrait plus classique, moins mystique que le portrait de Carrière et ainsi plus conforme aux nouvelles orientations prises par Jean Moréas, qui s'éloigne alors du symbolisme,.

### De la collection de Jean Dolent à l'achat par l'État
Selon l'historien de l'art Pierre Pinchon, ce portrait est « considéré au lendemain de son exécution en 1890 comme l'un des plus beaux exemples du portrait français du XIXe siècle ». Toutefois, Verlaine semble avoir moins apprécié ce tableau, passé l'enthousiasme initial,.
Malgré, semble-t-il, une tentative par Verlaine de récupérer le portrait pour le revendre plus cher, il reste dans la collection de Jean Dolent,. Cette acquisition permet à ce dernier de s'imposer sur la scène symboliste. Eugène Carrière peint en 1891 des portraits d'Alphonse Daudet et d'Edmond de Goncourt et les expose, avec le portrait de Verlaine, au Salon de la société nationale des beaux-arts de 1891, qui lui donne la célébrité,. En 1896, il réalise une lithographie d'après son propre portrait de Verlaine,.
À la dispersion de la collection de Jean Dolent en 1910, le tableau est acheté par l'État, avec le soutien financier de la Société des amis du Luxembourg, pour 22 000 francs, record historique,.